# Adelobasileus
Adelobasileus es un género extinto de proto-mamífero de finales del Triásico (Carniense), de hace unos 230 millones de años, en lo que ahora es Norteamérica.
Está pobremente representado en el registro fósil y solo se conoce por un cráneo parcial (NMMNH P-12971) hallado en la formación de Tecovas, en el oeste de Texas. Incluye una sola especie, Adelobasileus cromptoni.
Adelobasileus antecede en 10 millones de años a los más avanzados cinodontos no mamíferos (Tritylodonta y Trithelodonta) y a todos los otros Mammaliaformes. Las características distintivas de su cráneo, especialmente la cubierta de su cóclea, sugiere que Adelobasileus es una forma transicional en la transformación de los cinodontos a mamíferos del Triásico. Por esta razón, se ha pensado que podría tratarse del ancestro común de todos los mamíferos modernos o un pariente cercano a este.